# Kalāteh-ye Solţān
Kalāteh-ye Solţān (persiska: کلاته سلطان, Kalāteh-ye Solţānī) är en ort i Iran.   Den ligger i provinsen Khorasan, i den nordöstra delen av landet, 700 km öster om huvudstaden Teheran. Kalāteh-ye Solţān ligger 1 465 meter över havet och antalet invånare är 129.
Terrängen runt Kalāteh-ye Solţān är varierad. Runt Kalāteh-ye Solţān är det ganska tätbefolkat, med 56 invånare per kvadratkilometer. Närmaste större samhälle är Darrūd, 3,4 km öster om Kalāteh-ye Solţān. Omgivningarna runt Kalāteh-ye Solţān är i huvudsak ett öppet busklandskap.